# 꽹과리

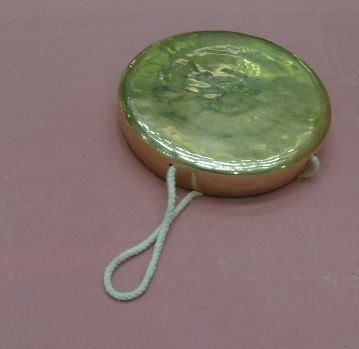
꽹과리

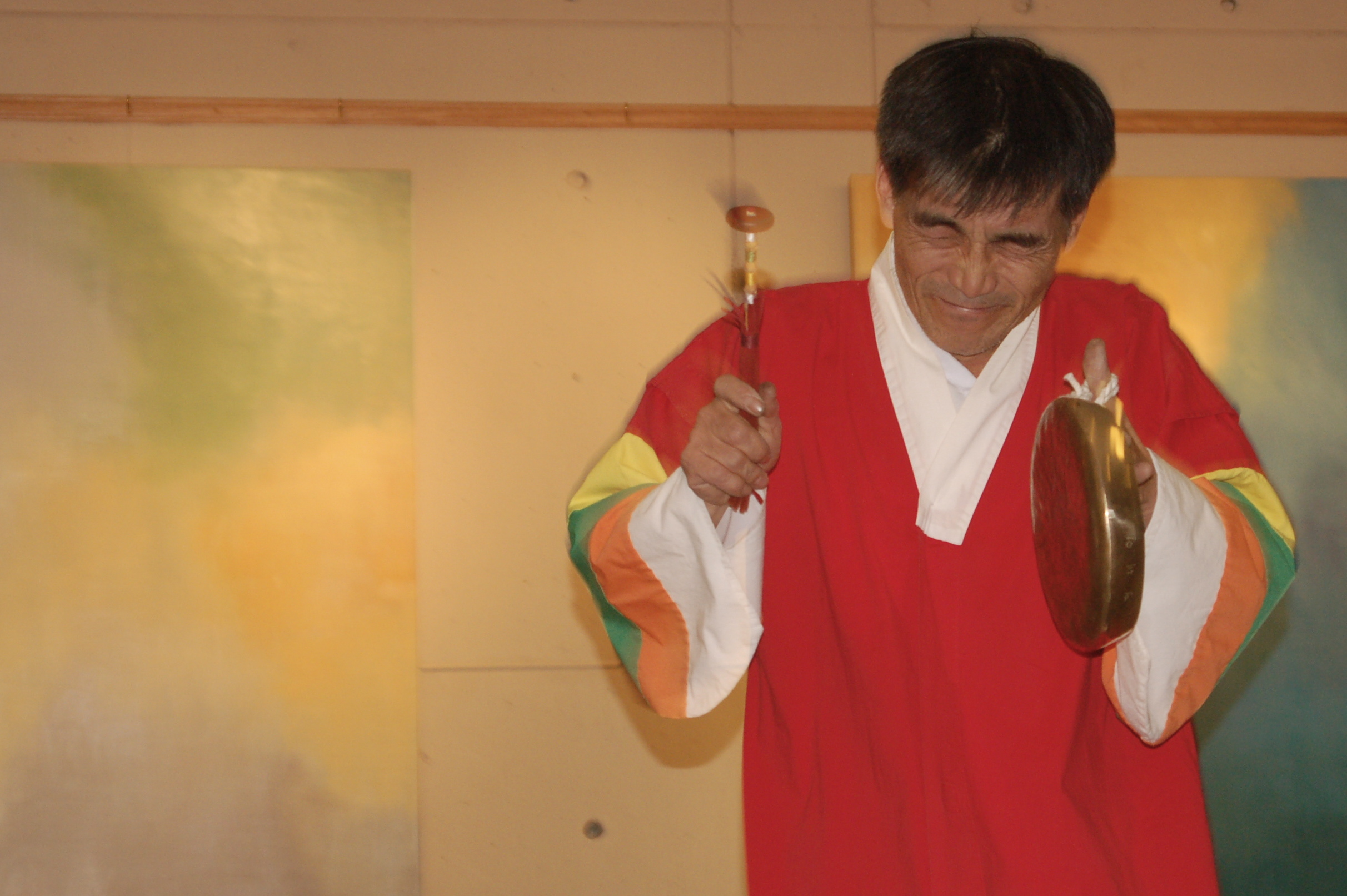
꽹과리를 연주하는 사람

꽹과리는 한국의 전통 악기로, 소금(小金), 쟁(錚), 괭매기라고도 불리며, 놋쇠로 만들어졌다. 호른보스텔-작스 분류로는 몸울림악기, 팔음 분류로는 금부(金部)에 속한다. 보통 서민들 가운데에서 주로 사용했으나 종묘제례악의 정대업(定大業)에서도 사용된다.
꽹과리는 놋쇠로 얇게 만들어지는데, 사물놀이에 쓰일 때에는 가장 크기가 작으면서도 소리는 가장 두드러진다. 그래서 꽹과리는 풍물놀이나 사물놀이에서 지휘자의 역할을 맡아 가락과 진풀이를 엮어 나간다. 둥글고 납작한 나뭇조각을 끝에 달아서 채로 쓰고, 꽹과리를 들고 있는 손의 손가락을 꽹과리의 뒤쪽에 넣어 소리의 여운을 조절한다. 이런 왼손의 연주 방법을 막음새라고 한다.
작고 둥근 놋쇠판에 끈을 달아 들고 나무공이가 달린 채로 친다. 종묘제례악에서 쓰이는 것은 소금(小金)이라 불리고, 농악·불교음악·무속음악에 쓰이는 것은 광쇠(廣釗)·깽새기·꽹매기라고도 한다.

## 모양
꽹과리는 지름이 35~40cm 정도의 울림판, 끈, 채로 구성된다. 꽹과리의 뒷면은 열려있어 왼손으로 막아 음량과 음색을 조절할 수 있다. 꽹과리는 한 손으로 잡고 연주를 하는데 이를 위해 끈이 존재한다. 왼손 엄지를 고리에 끼우고 나머지 손가락을 꽹과리 울림판 뒤쪽의 테두리 안으로 넣어 검지 끝으로 테두리 안쪽을 받쳐 든다.

## 관련 논문
- 전지환, 〈꽹과리 기보법 연구: 막음새에 따른 구음과 기보법 제안〉, 《국악원논문집》 41, 국립국악원, 2020년